# Feralpisalò 2013-2014
Questa voce raccoglie le informazioni riguardanti la Feralpisalò nelle competizioni ufficiali della stagione 2013-2014.

## Stagione
Nella stagione 2013-2014 la Feralpisalò disputa il terzo campionato consecutivo in Lega Pro Prima Divisione, il quinto disputato dai Leoni del Garda nel calcio professionistico italiano. La squadra verdeblù allenata da Giuseppe Scienza, è stata eliminata nel primo turno della Coppa Italia nazionale dal Vicenza (3-1), e al primo turno della Coppa Italia Lega Pro dalla Pro Patria (5-2). Con l'ottava posizione in campionato nel girone A si qualifica inoltre ai Play-off, dove viene eliminata nel turno preliminare dalla Pro Vercelli, perdendo (3-0) nella gara unica disputata allo stadio Silvio Piola di Vercelli, che era meglio piazzata. Grazie all'ottavo posto acquisito, è ammessa alla nuova terza serie, la Lega Pro nata dalla ristrutturazione dei campionati.

## Divise e sponsor
Lo sponsor tecnico per la stagione 2013-2014 è Erreà, mentre gli sponsor ufficiali sono Feralpi Siderurgica, Las Vegas (in casa) e Fonte Tavina (in trasferta).
| Casa | Trasferta |

## Organigramma societario
Area direttiva
- Presidente: Giuseppe Pasini
- Vice presidenti: Dino Capitanio, Alessandro Franzoni, Giovanni Goffi
- Direttore generale: Marco Leali

Area organizzativa
- Segretario generale: Omar Pezzotti
- Team manager: Silvano Panelli

Area comunicazione
- Ufficio stampa: Matteo Oxilia

Area tecnica
- Direttore sportivo: Eugenio Olli
- Allenatore: Giuseppe Scienza
- Allenatore in seconda: Lucio Brando
- Preparatore atletico: Marco Bresciani
- Preparatore dei portieri: Flavio Rivetti

Area sanitaria
- Responsabile: Dott. Alessandro Corsini
- Medici sociali: Pierfrancesco Bettinsoli, Nicola Bortolotti

## Rosa
| N. |                   | Ruolo | Calciatore                  |
| -- | ----------------- | ----- | --------------------------- |
|    | Italia (bandiera) | P     | Paolo Branduani             |
|    | Italia (bandiera) | P     | Cristian Pascarella         |
|    | Italia (bandiera) | D     | Mattia Broli                |
|    | Italia (bandiera) | D     | Omar Leonarduzzi (capitano) |
|    | Italia (bandiera) | D     | Luca Corrado                |
|    | Italia (bandiera) | D     | Alessio Cristiano Rossi     |
|    | Italia (bandiera) | D     | Fabrizio Carboni            |
|    | Italia (bandiera) | D     | Mattia Rosato               |
|    | Italia (bandiera) | D     | Antonio Magli               |
|    | Italia (bandiera) | D     | Mattia Broli                |
|    | Italia (bandiera) | D     | Cristian Dell'Orco          |
|    | Italia (bandiera) | D     | Riccardo Tantardini         |
|    | Italia (bandiera) | D     | Davide Cinaglia             |

| N. |                   | Ruolo | Calciatore         |
| -- | ----------------- | ----- | ------------------ |
|    | Italia (bandiera) | C     | Giorgio Schiavini  |
|    | Italia (bandiera) | C     | Vittorio Fabris    |
|    | Italia (bandiera) | C     | Andrea Cittadino   |
|    | Italia (bandiera) | C     | Daniele Milani     |
|    | Italia (bandiera) | C     | Alex Pinardi       |
|    | Italia (bandiera) | C     | Enrico Zampa       |
|    | Italia (bandiera) | A     | Andrea Bracaletti  |
|    | Italia (bandiera) | A     | Luca Miracoli      |
|    | Italia (bandiera) | A     | Luca Zamparo       |
|    | Italia (bandiera) | A     | Luca Rovelli       |
|    | Italia (bandiera) | A     | Davide Marsura     |
|    | Italia (bandiera) | A     | Tommaso Ceccarelli |
|    | Italia (bandiera) | A     | Luca Veratti       |

## Risultati

### Campionato

#### Girone di andata
| Arbitro: | Pagliardini (Arezzo) |

|                          |           |  |
| Miracoli 28’ Marsura 43’ | Marcatori |  |

| Arbitro: | D'Angelo (Ascoli Piceno) |

|                                          |           |              |
| M. Carlini 23’ Caridi 77’ Abbruscato 90’ | Marcatori | 51’ Miracoli |

| Arbitro: | Ripa (Nocera Inferiore) |

|  |           |                                          |
|  | Marcatori | 8’ Belotti 22’ Galuppini 43’ Torregrossa |

| Arbitro: | Ros (Pordenone) |

|                            |           |                  |
| E. Marchi 64’ G. Greco 65’ | Marcatori | 74’, 78’ Marsura |

| Salò 6 ottobre 2013 5ª giornata | Feralpisalò     | 0 – 0 referto | Carrarese | Stadio Lino Turina (ca 300 spett.)\| Arbitro: \| Pezzuto (Lecce) \| |
| Arbitro:                        | Pezzuto (Lecce) |               |           |                                                                     |

| Arbitro: | Cifelli (Campobasso) |

|             |           |                     |
| Marsura 60’ | Marcatori | 42’ (aut.) Cinaglia |

| Arbitro: | Capilungo (Lecce) |

|              |           |             |
| De Cenco 47’ | Marcatori | 36’ Pinardi |

| Arbitro: | Morreale (Roma) |

|              |           |  |
| Miracoli 90’ | Marcatori |  |

| Arbitro: | Fiore (Barletta) |

|                   |           |                                |
| D. Rosso 66’, 88’ | Marcatori | 49’ T. Ceccarelli 62’ Miracoli |

| Arbitro: | Rapuano (Rimini) |

|                                         |           |                  |
| Campo 45’ Dell'Agnello 62’ Vassallo 66’ | Marcatori | 18’, 90’ Marsura |

| Arbitro: | Melidoni (Frattamaggiore) |

|                          |           |                         |
| Pinardi 11’ Miracoli 90’ | Marcatori | 33’, 61’ (rig.) Pesenti |

| Arbitro: | Guarino (Caltanissetta) |

|  |           |                                            |
|  | Marcatori | 28’ Marsura 46’ T. Ceccarelli 53’ Miracoli |

| Arbitro: | Oliveri (Palermo) |

|              |           |              |
| Miracoli 15’ | Marcatori | 85’ Bruccini |

| Arbitro: | Di Martino (Teramo) |

|           |           |               |
| Sarao 35’ | Marcatori | 79’ Dell'Orco |

| Arbitro: | Rocca (Vibo Valentia) |

|                  |           |  |
| Miracoli 8’, 27’ | Marcatori |  |

#### Girone di ritorno
| Arbitro: | Verdenelli (Foligno) |

|  |           |             |
|  | Marcatori | 45+1’ Magli |

| Arbitro: | Piscopo (Imperia) |

|  |           |                       |
|  | Marcatori | 11’, 68’ A. Brighenti |

| Arbitro: | Baroni (Firenze) |

|               |           |  |
| Galuppini 75’ | Marcatori |  |

| Arbitro: | Ripa (Nocera Inferiore) |

|              |           |  |
| Miracoli 52’ | Marcatori |  |

| Arbitro: | Sacchi (Macerata) |

|                   |           |  |
| Vannucci 29’, 52’ | Marcatori |  |

| Arbitro: | Mangialardi (Pistoia) |

|                                                     |           |              |
| Maritato 10’ Mustacchio 34’ Jadid 78’ Castiglia 84’ | Marcatori | 37’ Miracoli |

| Arbitro: | Guccini (Albano Laziale) |

|                                                           |           |                         |
| Magli 12’ Pinardi 20’ (rig.) Bracaletti 35’ Dell'Orco 90’ | Marcatori | 8’ Carraro 72’ D. Ferri |

| Arbitro: | Ceccarelli (Rimini) |

|             |           |  |
| Altinier 6’ | Marcatori |  |

| Arbitro: | Abisso (Palermo) |

|                       |           |                                   |
| Bracaletti 37’ (rig.) | Marcatori | 18’ Guazzo 74’ (aut.) Leonarduzzi |

| Arbitro: | Morreale (Roma) |

|             |           |                                     |
| Marsura 17’ | Marcatori | 7’ Turchetta 41’ Branca 57’ Corazza |

| Arbitro: | Pezzuto (Lecce) |

|                                        |           |                                          |
| Dell'Orco 36’ (aut.) Valoti 45’ (rig.) | Marcatori | 25’ Miracoli 83’ Zerbo 90’ T. Ceccarelli |

| Arbitro: | Giovani (Grosseto) |

|              |           |  |
| 7’ Pacciardi | Marcatori |  |

| Arbitro: | Colarossi (Roma) |

|              |           |  |
| 75’ Serafini | Marcatori |  |

| Arbitro: | Brasi (Seregno) |

|                                                    |           |                            |
| Pinardi 4’ (rig.) Zerbo 44’ T. Ceccarelli 45’, 51’ | Marcatori | 36’ Altobello 41’ Cesarini |

| Arbitro: | Cangiano (Napoli) |

|  |           |              |
|  | Marcatori | 56’ Miracoli |

#### Play off
| Arbitro: | Ripa (Nocera Inferiore) |

|                               |           |  |
| Marchi 9’, 20’ Ranellucci 79’ | Marcatori |  |

### Coppa Italia
| Arbitro: | Rocca (Foggia) |

|                                    |           |              |
| Mustacchio 27’ Giacomelli 56’, 78’ | Marcatori | 22’ Miracoli |

### Coppa Italia Lega Pro
| Arbitro: | Giua (Pisa) |

|                                             |           |                         |
| Bruccini 25’, 62’, 86’ Mella 65’ Giorno 79’ | Marcatori | 36’ Rovelli 83’ Marsura |